# مايك جيبونز
مايك جيبونز (بالإنجليزية: Mike Gibbons)‏ مواليد 20 يوليو 1887 في سانت باول - الوفاة 31 أغسطس 1956، كان ملاكم أمريكي سابق صنّف ضمن فئة الوزن المتوسط. دخل قاعة مشاهير الملاكمة الدولية.

## إحصائيات
خاض خلال مسيرته 133 نزالا، فاز في 112 وتعادل في 9 وخسر في 8. فاز بالضربة القاضية في 38 نزالا.

## روابط خارجية
- مايك جيبونز على موقع بوكس ريك (الإنجليزية) (registration required)